# Anund Algotsson Sture
Anund Algotsson Sture, även kallad Sture Algotsson, född 1380 och död 1434 var riddare i Grönskog, Fliseryd och även riksråd, son till Algot Magnusson (Sture) och Märta Bosdotter.
Anund ägde Rydboholm omkring 1430 och anses vara byggherre till Östra Ryds kyrka, Uppland.
Han var gift med Christina Anundsdotter (Lejonansikte).
Barn:
Gustav Anundsson Sture, född cirka 1410, död cirka 1444.